# Antonino Paternò-Castello
Antonino Paternò-Castello, 6e marquis de San Giuliano (également connu sous le nom de San Giuliano, né à Catane, le 10 décembre 1852, mort à  Rome le 16 octobre 1914) est un homme politique italien. De 1905 à 1906 et de 1910 à 1914, il est ministre des Affaires étrangères du royaume d'Italie. Bien que partisan de la Triplice en vue d'achever l'unité territoriale de l'Italie, il commence les négociations diplomatiques avec la Triplice dont l'échec conduit au pacte de Londres et à l'entrée en guerre de l'Italie dans la Première Guerre mondiale.

## Les origines
Antonino Paternò Castello, marquis de San Giuliano, est un descendant, comme l'explique son principal biographe, GianPaolo Ferraioli - d'une ancienne famille (Paternò) d'origine provençale-catalane du XIIe siècle provenant d'Embrun et arrivé en Sicile à la suite du roi des Normands. Le fondateur de la branche de San Giuliano est l'homonyme Antonino Paternò Castello, baron de Gallizzi et Mandrascate (1599-1659).
Antonino est né à Catane le 10 décembre 1852 du mariage de Benedetto, 5e marquis de San Giuliano, et de Donna Caterina Statella et Moncada, fille de Don Antonio 12e prince de Cassaro. Fils unique, il reçoit une bonne éducation de sa mère à laquelle il est très attaché, et bénéficie de la riche bibliothèque du Palazzo Sangiuliano.

### De Catane à Rome
Le jeune San Giuliano maitrise rapidement les principales langues européennes qu'il perfectionne au cours de voyages à Londres et à Vienne. Il se marie avec Enrichetta Statella des comtes de Castagneto et la même année 1875, il obtient son diplôme en droit et devient. La charge lui permet de rapatrier depuis Paris les cendres du musicien Vincenzo Bellini. Très ambitieux, il devient maire de la ville à seulement 26 ans. En 1882 il conçoit le projet d'une grande ligne de chemin de fer, la  Circumetnea. Jugée trop coûteuse, la ligne de chemin de fer est repoussée par le conseil qui opte pour une solution plus modeste et San Giuliano démissionne. Il quitte Catane et l'année d'après à Rome, il est élu à la Camera.
De tendance libéral, il soutient, cependant, la politique de Francesco Crispi et en 1892, il devient sous-secrétaire à l'Agriculture du gouvernement Giolitti. L'année suivante, il écrit Le condizioni presenti della Sicilia qui propose pour les latifundia mal gérés, l'expropriation « forcée pour utilité publique ». L'initiative crée une classe de « paysans-propriétaires intéressés à la conservation de l'État ». Mais dans l'intervalle, le gouvernement doit réprimer les faisceaux siciliens, qui appellent à l'émeute.

## L'ambassadeur et le ministre

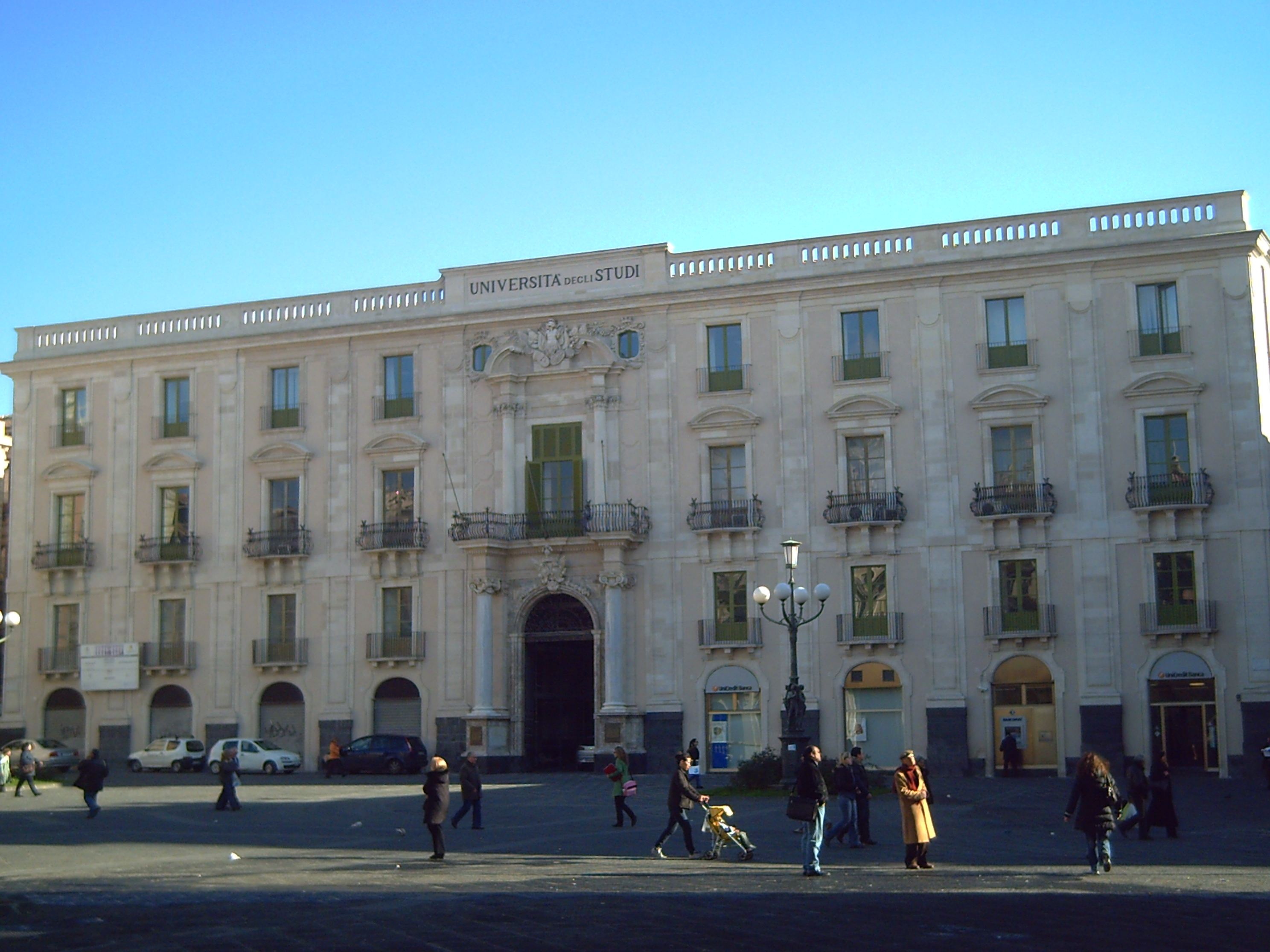
Le palais des San Giuliano à Catane.

En 1899, San Giuliano occupe le poste de ministre des Postes dans le gouvernement conservateur de Luigi Pelloux et en 1905 il entre au Sénat. Au cours de ces années, il fait plusieurs voyages dont en Érythrée et en Tunisie et en 1904 il visite les États-Unis d'Amérique qu'il définit comme «la plus grande démocratie du monde » aux possibilités « infinies ».
Grâce à Giovanni Giolitti, il est une première fois ministre des Affaires étrangères du 24 décembre 1905 au 8 février 1906 au sein du gouvernement de gauche d'Alessandro Fortis. Au cours de ces quarante jours, le nouveau ministre fixe la ligne de conduite de l'Italie à la conférence d'Algésiras. Cette ligne, tout en restant suffisamment proche de la position des alliés de la Triplice est un tournant de la politique coloniale italienne. En ne votant pas contre les visées expansionnistes de la France au Maroc, l'Italie acquiert le consentement de Paris pour l'entreprise libyenne.
La France et le Royaume-Uni sont bien disposés à son égard et entre 1906 et 1910, il est ambassadeur dans ces deux pays. Avec cours de son mandat à Londres, au printemps 1909, il a l'occasion d'accompagner le roi Édouard VII du Royaume-Uni dans une étape de son voyage en Méditerranée. De retour aux côtés du plus puissant roi du monde, il est accueilli à Catane avec son hôte par des démonstrations d'enthousiasme. Le triomphe personnel du marquis est couronné, quelques jours plus tard, lorsque les souverains britanniques sont reçus au  palazzo San Giuliano pour un thé.
Après l'expérience diplomatique, San Giuliano, est de nouveau nommé ministre des Affaires Étrangères le 1er avril 1910, poste qu'il occupe jusqu'à sa mort. Le gouvernement dont il fait partie initialement est celui du conservateur pro-français Luigi Luzzatti.
Le plus gros problème que San Giuliano doit traiter est de compléter l'unité du royaume avec les territoires de langue italienne de l'Autriche-Hongrie, Trentin, Gorizia et Trieste. San Giuliano pense pouvoir résoudre ce problème pacifiquement en s'appuyant sur l'article 7 du traité de Triple Alliance, qui prévoit des compensations territoriales pour l'Italie en cas d'expansion de l'Autriche-Hongrie dans les Balkans.

## L'entreprise libyenne

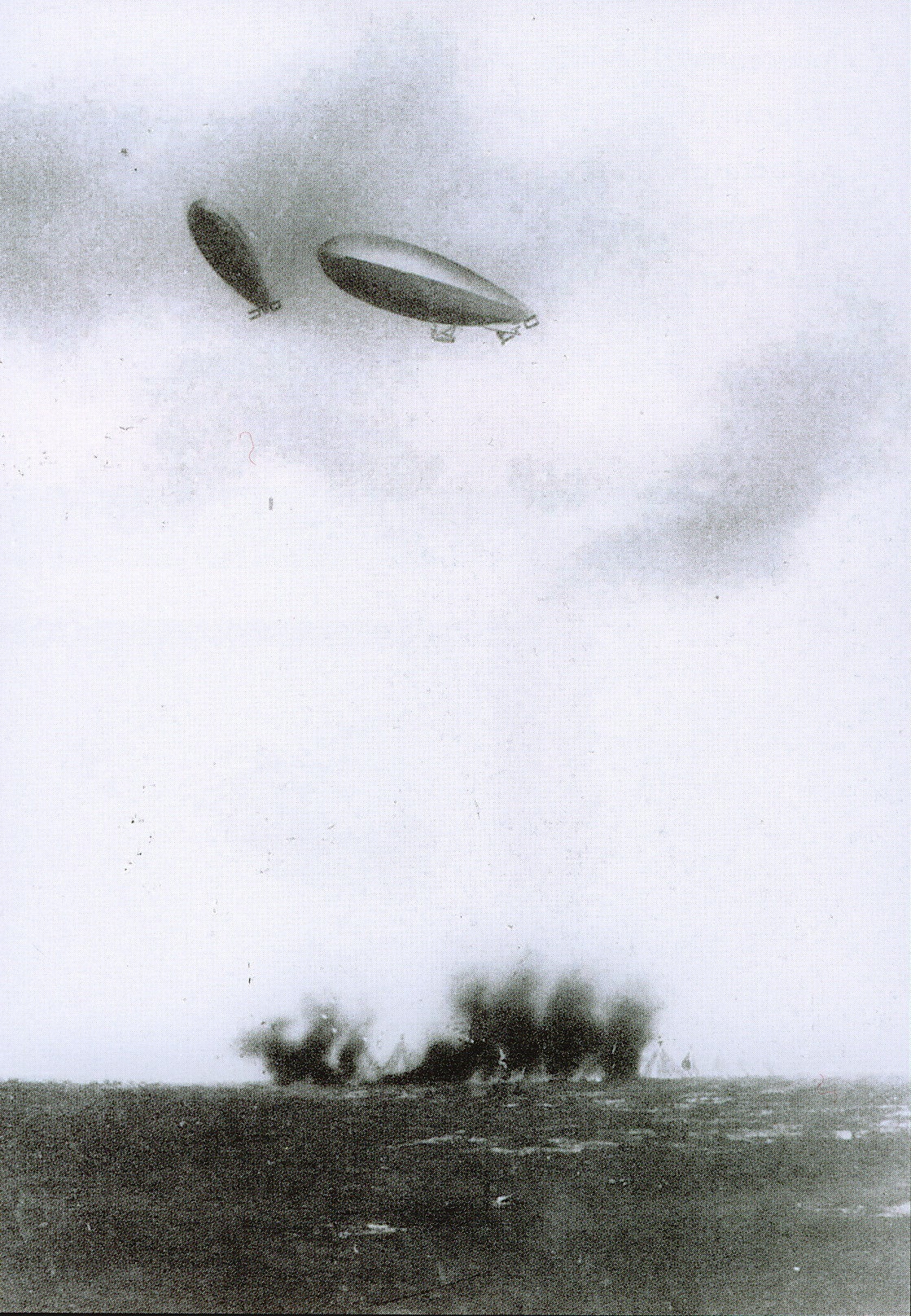
Dirigeables italiens qui attaquent des emplacements turcs en Libye

Après la crise d'Agadir qui permet l'attribution du Maroc à la France, Rome reçoit le feu vert tacite de Paris et de Londres pour l'occupation de la Libye, territoire de l'Empire ottoman. L'entreprise, fortement souhaitée par San Giuliano fait partie d'un contexte de partitions des côtes méditerranéennes en colonies au profit des grandes puissances qui est favorisé par l'affaiblissement de l'Empire ottoman. Pour le ministre des Affaires étrangères San Giuliano, c'est le résultat de trois mois de préparation au cours desquels il tient tête aux alliés et vainc les hésitations du président du conseil Giovanni Giolitti.
Après l'ultimatum du 28 septembre 1911 et le débarquement des troupes italiennes, fort de la médiation allemande, San Giuliano se montre disposé à des négociations qui aurait laissé la Libye à la Turquie, mais qui aurait concédé un protectorat politico-économique à l'Italie. Giovanni Giolitti est d'un autre avis, il pense que l'occupation du territoire peut prendre n'importe quelle autre forme. San Giuliano est contraint de revoir ses positions ce qui le met en difficulté auprès de ses alliés qui sont proches de la  Turquie. L'Autriche, en particulier, est opposée à l'occupation des îles turques de la mer Égée et San Giuliano menace de mettre fin au traité de la Triple Alliance si l'Italie ne peut mettre fin à la guerre au plus tôt.
Au printemps 1912, avec le consentement de l'Autriche, l'Italie occupe finalement les îles turques d'où part l'approvisionnement de la guérilla libyenne. Mais c'est seulement à l'automne, alors qu'éclate la première guerre balkanique entre d'une part le Monténégro, la Serbie, la Grèce et la Bulgarie et la Turquie, qu'autre part, qu'Istanbul, de peur que l'empire ne s'effondre, accepte les conditions de Rome. Le 18 octobre 1912, l'Italie obtient la Dodécanèse et la Libye dont la guérilla ne sera jamais vaincue.

## L'Albanie
Entre l'entreprise libyenne et le déclenchement de la Première Guerre mondiale, le marquis de San Giuliano s'active pour faire de l'Albanie un rempart dans l'Adriatique méridionale contre les puissances adverses aux intérêts italiens. En 1913, il contribue de façon décisive à son indépendance de la  Turquie, qui est garantie par les grandes puissances. Il accepte l'arrivée sur le trône albanais d'un prince allemand, Guillaume de Wied, qu'il juge incontrôlable par l'Autriche et le clergé parce que protestant.
Constamment animé par l'idée d'achever l'unité italienne, San Giuliano estime risquée l'annexion de territoires ethniquement différents. Lorsqu'au printemps 1914, le régime albanais s'écroule, l'ambassadeur allemand à Rome, Hans Flotow, propose à San Giuliano la partition du pays entre l'Italie et l'Autriche. San Giuliano refuse en déclarant que ce serait une grave erreur d'intégrer un territoire à la recherche de son unité nationale et de plus dans les Balkans. Si l'Albanie septentrionale devenait autrichienne, la compensation pour l'Italie serait à chercher au sein des territoires italiens de l'Autriche.

## La défense de la paix
Après l'assassinat de l'archiduc François-Frerdinand le 28 juin 1914, devant l'émergence d'un conflit européen et la quasi-certitude que Vienne n'aurait pas cédé les provinces italiennes même en cas d'un soutien militaire de Rome, San Giuliano prône la voie de la paix.
Son pragmatisme est devenu proverbial, quand, après la remise de l'ultimatum autrichien à la Serbie, le 23 juillet, il propose que les Serbes prononcent « un oui » à la requête de l'Autriche, ajoutant « que les Serbes acceptent, sans réaliser ce qu'ils ont accepté ». L'Autriche aurait été diplomatiquement trompée afin d'avoir le temps d'organiser une conférence internationale sur la Serbie.
En outre, il conseille au ministre britannique des affaires étrangères Edward Grey de déclarer fermement que le Royaume-Uni interviendra dans le conflit aux côtés de la France, cette nouvelle aurait convaincu les Allemands de ne pas s'engager. Le jour de l'ultimatum, Gray déclare tout le contraire, à savoir que le Royaume-Uni pourrait laisser la guerre se limiter à quatre grandes puissances : la France et la Russie contre l'Allemagne et l'Autriche, donnant l'illusion à l'empereur allemand Guillaume II d'avoir les mains libres contre la France.

## La neutralité

La Triplice (en marron), la Triple-Entente (en vert) et les alliés de la Russie (en vert clair) en 1914.

Face à l'urgence des évènements, le 3 juillet 1914, au cours du Conseil des ministres, San Giuliano expose sa conviction que l'Italie devrait rester neutre sans pour autant sortir de l'alliance avec l'Autriche et l'Allemagne, du moins pendant les premiers phases de l'imminente guerre. Le gouvernement, selon le ministre des Affaires étrangères, doit tenir compte de l'aversion des Italiens pour une guerre aux côtés des Autrichiens et de la forte probabilité d'une intervention du Royaume-Uni dans le conflit aux côtés de la France et de la Russie. La péninsule italienne s'exposerait ainsi à la plus grande puissance navale du monde. Finalement, le gouvernement déclare sa neutralité en raison des conditions précaires de l'armée qui doit être complètement réorganisée. San Giuliano conclut qu'il s'agit d'une chance que le contenu défensif de l'article 7 du traité de la Triplice exonère l'Italie de l'obligation de s'unir à l'Autriche et à l'Allemagne.
Pour San Giuliano, la volonté des alliées à vouloir compenser l'entrée en guerre des Italiens est décisive même sans les provinces italiennes de l'Empire des Habsbourg. En accord avec le président du conseil Antonio Salandra, San Giuliano proclame la neutralité de l'Italie, le 3 août 1914, le jour même de la déclaration de guerre de l'Allemagne à la France.
Le lendemain, le Royaume-Uni déclare la guerre à l'Allemagne.
Malgré tout, San Giuliano continue à se définir « tripliciste », partisan de la Triplice. Les premiers engagements militaires viennent soutenir sa conviction, l'Allemagne semble destinée à battre le France et l'Autriche rencontre de grandes difficultés contre les Russes. L'après-guerre aurait vu une Allemagne puissante et amie de l'Italie et une Autriche-Hongrie épuisée et redimensionnée. Dans une telle situation, le geste inconsidéré de Vienne serait payé par la cession du Trentin à l'Italie.

## Vers le pacte de Londres
La politique de neutralité s'accompagne d'une ouverture progressive vers la Triple Entente, rapprochement qui serait utile en cas de changement de la situation militaire. Parmi les trois, San Giuliano choisit le gouvernement britannique, le seul auquel le marquis se fie afin de maintenir la confidentialité des négociations. Déjà le 11 août 1914, le ministre des Affaires étrangères prépare un télégramme avec des instructions en neuf points à l'ambassadeur de Londres Guglielmo Imperiali Francavilla .
En cas d'entrée en guerre de l'Italie aux côtés de l'Entente, les quatre puissances, la France, le Royaume-Uni, la Russie et l'Italie, ne signeraient pas de paix séparée. Les flottes anglaise et française, ainsi que celle italienne devraient immédiatement débusquer et détruire la flotte autrichienne dans la mer Adriatique. La victoire obtenue, l'Italie recevrait Trieste et le Trentin jusqu'au col du Brenner. En outre, en cas d'effondrement de l'Empire ottoman, l'Italie recevrait la zone d'Antalya (même sous la forme de concessions économiques). En ce qui concerne l'Albanie, elle pourrait être divisée entre la Serbie et la Grèce, mais Vlora serait transformée en une ville autonome et internationale. Du point de vue économique, San Giuliano prévoit pour l'Italie une part de l'éventuelle indemnisation de guerre correspondant à ses efforts de guerre. Enfin, après la guerre, les quatre puissances devraient s'assurer du maintien du statu quo.
Avec ce document, il commence les négociations qui conduisent l'Italie, neuf mois plus tard, à signer le pacte de Londres.
Jusqu'à sa mort, San Giuliano soutient que pour intervenir dans la Première Guerre mondiale aux côtés de l'Entente, l'Italie a besoin de trois conditions : une morale, à savoir un casus belli contre l'Autriche-Hongrie, une technique, la réorganisation de l'armée, et une financière, remplir les caisses de l'État.
Atteint de la goutte depuis de nombreuses années, le marquis est contraint au cours des derniers mois de sa vie à l'immobilité. Il vit depuis quelque temps dans le palazzo della Consulta, siège du Ministère des Affaires étrangères à Rome lorsqu'il meurt le 16 octobre 1914 à 14 h 20. Son successeur, Sidney Sonnino, poursuit sa ligne politique. Un peu plus de sept mois après, l'Italie entre en guerre contre l'Autriche-Hongrie.

## Décorations
- Chevalier de l'ordre suprême de la Très Sainte Annonciade - 1912
- Chevalier grand-croix de l'ordre des Saints-Maurice-et-Lazare - 1er décembre 1907
- Chevalier grand-croix de l'ordre de la Couronne d'Italie - déjà attribué en 1910[18].